# Варшава-Восточная
Варша́ва-Восто́чная (Варша́ва Всхо́дня) (пол. Warszawa Wschodnia, также известная как Восточный вокзал — пол. Dworzec Wschodni) — станция польских железных дорог, расположенная в Варшаве в районе Прага.
Станция обслуживает местные (пригородные), междугородние и международные железнодорожные маршруты. В соответствии с польской классификацией железнодорожных станций Варшава-Восточная относится к категории C.

## История
История станции и вокзала тесно связана со строительством железной дороги в Привислинском крае России — Варшавско-Тереспольской, во время которого в 1886 году было построено здание вокзала (разрушено немцами в 1939 году) современной станции. Это здание называлось «Тереспольским вокзалом». В это же время вокзал также назывался в просторечии «Брестским вокзалом». Вокзал обслуживал поезда в восточном направлении на Люблин — Брест.
После Первой мировой войны здание станции, в отличие от остальных варшавских вокзалов, почти не пострадало. Станция была перестроена в 1933 году и была полностью уничтожена в 1944 году во время Варшавского восстания. До настоящего времени сохранилась небольшая часть бывшего здания вокзала.
В 1969 году было построено современное здание станции, которое состоит из двух терминалов — северного с 4 платформами, обслуживающего междугородние поезда и меньшего размера южного терминала с двумя платформами, который обслуживает пригородные поезда.
В 2011 году был отремонтирован южный терминал и в 2012 году закончился ремонт северного терминала. Интересной особенностью вокзала является то, что большинство навигационных надписей продублированы на русском (а также английском) языке.
Через станцию проходят две железнодорожные линии в сторону Отвоцка и Прушкува.

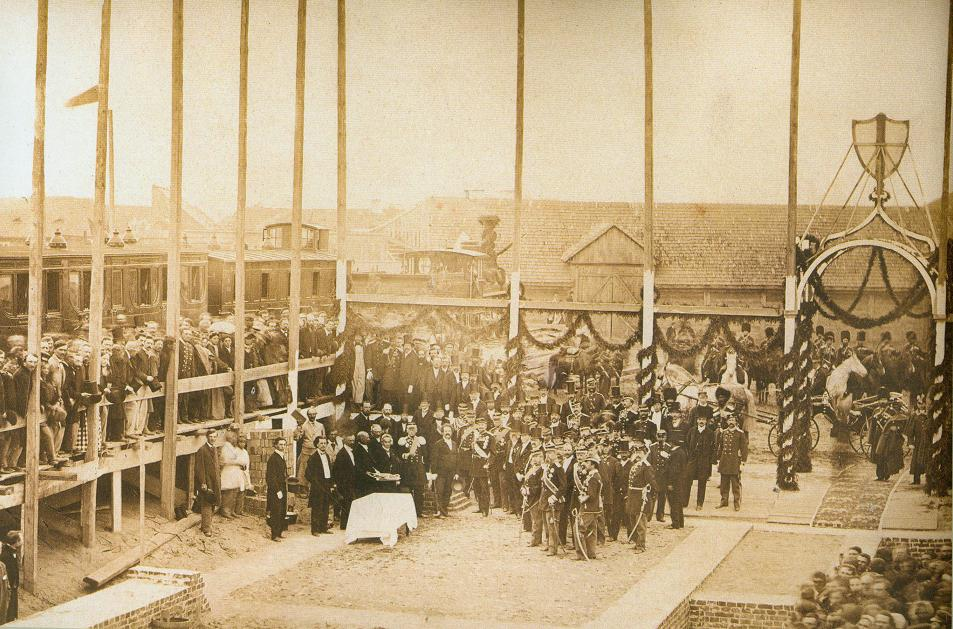
Торжественная закладка вокзала, 18 мая 1866 года.
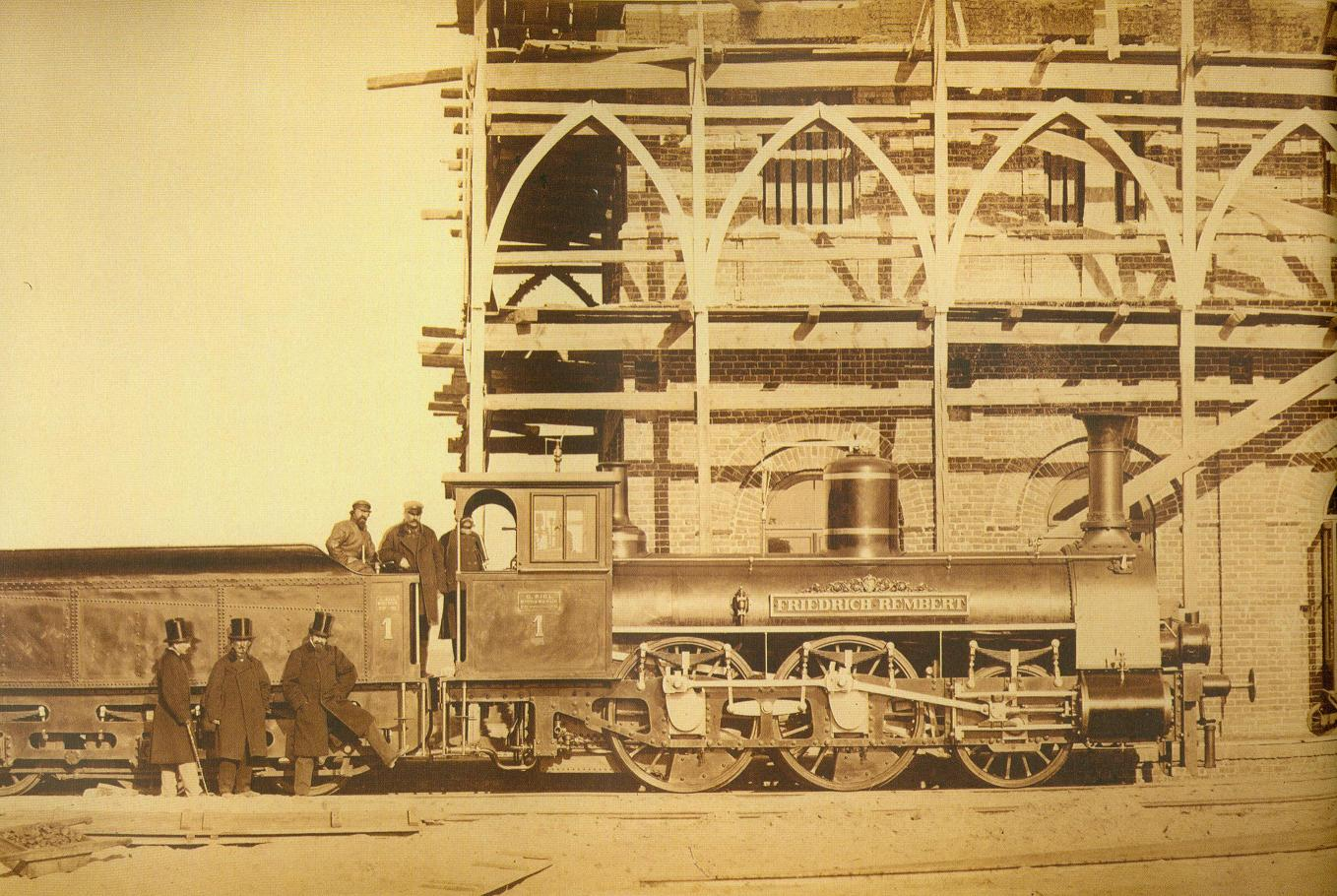
Паровоз (серии Зп) у строящегося здания Тереспольского вокзала, 1866 год.